# Polymère styrénique
Un polymère styrénique est un polymère issu du monomère styrène. Cette famille de composés comprend le polystyrène homopolymère (PS « cristal », de formule -[C6H5CHCH2]-) et le poly(styrène sulfonate) de sodium (par exemple), et les copolymères styréniques.

## Copolymères styréniques
Les copolymères styréniques peuvent être des matières thermoplastiques, des élastomères ou des élastomères thermoplastiques. Le tableau suivant donne quelques exemples.
| Famille de polymère | Comonomère(s) utilisé(s) avec le styrène (pourcentage massique)                | Nom générique                                        | Copolymère | Polymérisation                                                                          | Procédés de polymérisation | Applications principales                                                | Exemples de produits commerciaux | Caractéristiques principales                                    |
| ------------------- | ------------------------------------------------------------------------------ | ---------------------------------------------------- | ---------- | --------------------------------------------------------------------------------------- | -------------------------- | ----------------------------------------------------------------------- | -------------------------------- | --------------------------------------------------------------- |
| Thermoplastique     | Polybutadiène (15 à 25 %)                                                      | Polystyrène « choc » (HIPS, high impact polystyrene) | À greffons | Greffage de polybutadiène au cours de la production de polystyrène                      | En masse ou en suspension  | Emballage alimentaire, appareils électroniques grand public             |                                  | Opaque, résistant aux chocs                                     |
| Thermoplastique     | Acrylonitrile (~25 % de motifs)                                                | Poly(styrène-co-acrylonitrile) (SAN)                 | Aléatoire  | Copolymérisation radicalaire statistique                                                | En masse ou en émulsion    |                                                                         | Luran de BASF                    | Transparent, cassant et de tenue thermique très élevée          |
| Thermoplastique     | Polybutadiène (10 à 35 % de motifs butadiéniques) et acrylonitrile (10 à 28 %) | Acrylonitrile butadiène styrène (ABS)                | À greffons | Copolymérisation radicalaire de styrène et d'acrylonitrile en présence de polybutadiène | En masse ou en émulsion    |                                                                         | Bayblend de Bayer                | Opaque, très résistant aux chocs                                |
| Thermoplastique     | Acrylonitrile et ester acrylique                                               | Acrylonitrile styrène acrylate (ASA)                 |            | Copolymérisation de styrène et d'acrylonitrile en présence d'un ester acrylique         | En masse ou en émulsion    |                                                                         | Luran de BASF                    | Opaque, très résistant aux chocs et résistant au vieillissement |
| Élastomère          | Butadiène (60 à 84 % de motifs butadiéniques)                                  | Styrène-butadiène (SBR, styrene-butadiene rubber)    | Aléatoire  | Copolymérisation anionique                                                              | En émulsion ou en solution | Pneus, tuyaux, bandes transporteuses, courroies, semelles de chaussures |                                  | Le plus important des caoutchoucs synthétiques                  |

Pour les élastomères thermoplastiques, voir Élastomère thermoplastique#TPE à base de copolymères blocs styréniques (TPS).

### Polyesters insaturés
Les polyesters insaturés (UP) sont des polymères tridimensionnels à teneur élevée en polystyrène. Ils constituent le plus souvent la matrice de matériaux composites ; les propriétés des résines de polyester insaturées sont améliorées par l'incorporation de charges fibreuses (renforts), telles les fibres de verre ou de nylon.